# Симонович Юрій Семенович
Юрій Семенович Симонович (4 лютого 1906, Піски — ?) — український радянський художник і педагог.

## Біографія
Народився 4 лютого 1906 року в селі Пісках (нині Луцький район Волинської області, Україна). У 1924—1926 роках навчався в художній школі у місті Почаєві; у 1926—1931 роках — у Львівській школі монументального живопису у Казимира Сіхульського.
Протягом 1939—1960 років викладав малювання у середніх навчальних закладах Кременця.

## Творчість
Працював у галузі станкового живопису і станкової графіки. Автор картин:
живопис
- «Арія Баха» (1944);
- «Набіг татар» (1952);
- «Один з трьохсот» (1953);
- «Микола Лисенко слухає лірників» (1954);
- «Сьуденти на відпочинку» (1962);
- «Тарас Шевченко над Іквою» (1965);
- «Торжество перемоги» (1968);

графіка
- «Так жилося за панів» (1964);
- «Тарас Шевченко на Волині» (1965).